# انتونیو گومز (بازیکن فوتبال، زاده ۱۹۷۳)
انتونیو گومز (انگلیسی: Antonio Gómez؛ زادهٔ ۱ اوت ۱۹۷۳) بازیکن فوتبال اهل اسپانیا است.
از باشگاه‌هایی که در آن بازی کرده‌است می‌توان به باشگاه فوتبال هرکولس، باشگاه فوتبال رئال مادرید سی، باشگاه فوتبال رئال مادرید، باشگاه فوتبال آلباسته بالومپیه، باشگاه فوتبال رئال مادرید کاستیا، و باشگاه فوتبال سویا اشاره کرد.